# لماتسش
شهر لماتسش (به آلمانی: Lommatzsch) در ایالت زاکسن در کشور آلمان واقع شده‌است.